# 허즈번드 언덕
허즈밴드 언덕(Husband Hill)은 화성의 구세프 분화구의 컬럼비아 힐스에 있는 지형이다. NASA의 탐사선 스피릿 로버의 착륙 지점과 가까운 위치에 있다. 컬럼비아 우주왕복선 공중분해 사고시 컬럼비아 우주왕복선의 기장으로 순직한 릭 허즈밴드의 이름을 따서 명명되었다.